# دیانا گورتسکایا
دیانا گورتسکایا (به گرجی: დიანა ღურწკაია)(زاده ۲ ژوئیه ۱۹۷۸) خواننده ، ترانه‌سرای گرجی است.
او در مسابقه آواز یوروویژن ۲۰۰۸ نماینده گرجستان بود.وی بایک تاجر اهل روسیه ازدواج کرده و در حال حاضر ساکن مسکو می باشد.